# Залив Росы
Зали́в Росы́ (лат. Sinus Roris) — лунное море около северо-западного края видимого диска Луны. Является продолжением Океана Бурь.
Селенографические координаты 50°16′ с. ш. 50°52′ з. д. / 50,26° с. ш. 50,86° з. д., диаметр около 195 км.